# Anorak (jas)

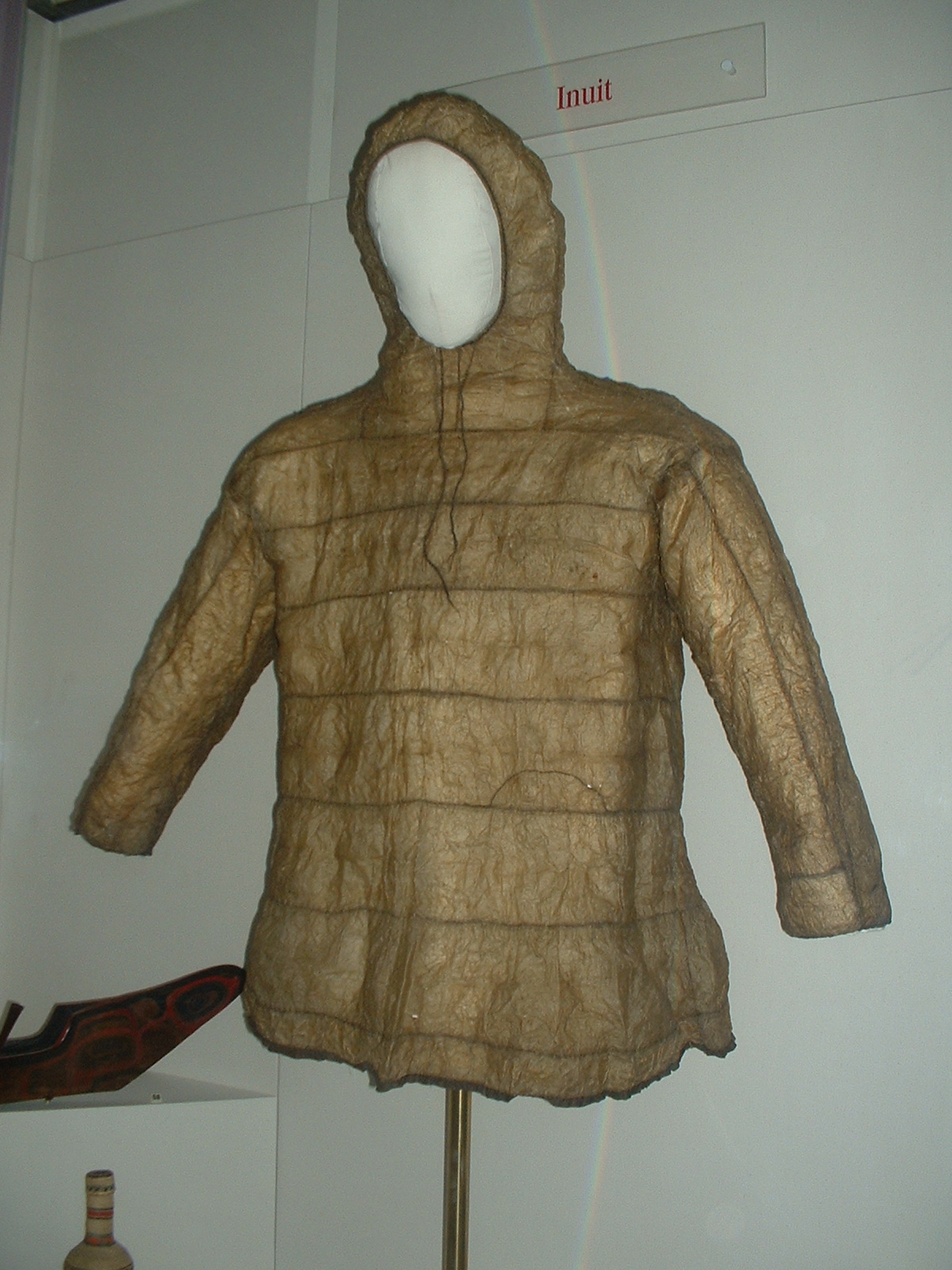
Originele Inuit-anorak

Een anorak (Groenlands: anoraq) is een waterdichte jas met aangehechte capuchon. De jas beschermt het lichaam tegen vocht, kou en wind en wordt daarom veel gedragen bij activiteiten in het koude seizoen aan en op het water en in open land.
De anorak heeft geen opening aan de voorzijde maar dient over het hoofd aangetrokken te worden. De moderne uitvoering is vooral waterdicht, vaak met (semi)waterdichte afsluitingen bij hals, polsen en middel. Zo'n jas wordt meestal vervaardigd uit ademende kunststof.

## Oorsprong
De anorak is traditioneel een belangrijk kledingstuk van de Inuit dat hen tijdens hun jacht in kajaks en op sleeën beschermt tegen kou en bevriezing. De jas is gemaakt van pelzen waarbij de beharing zich aan de binnenzijde bevindt.